# Coppa Europa di bob 2019
La Coppa Europa di bob 2019, ufficialmente denominata IBSF Bobsleigh Europe Cup 2018/19, è stata l'edizione 2018-2019 del circuito continentale europeo del bob, manifestazione organizzata annualmente dalla Federazione Internazionale di Bob e Skeleton; è iniziata il 6 dicembre 2018 ad Altenberg, in Germania, e si è conclusa il 26 gennaio 2019 a Sigulda, in Lettonia. Vennero disputate ventiquattro gare: sedici per gli uomini e otto per le donne in cinque differenti località. Le tappe di Innsbruck e Sigulda hanno assegnato anche i titoli europei juniores, rispettivamente nel bob a quattro maschile e nel bob a due (femminile e maschile).
Vincitori dei trofei, conferiti ai piloti classificatisi per primi nel circuito, sono stati la russa Alena Osipenko nel bob a due femminile, il tedesco Richard Oelsner nel bob a due maschile e l'italiano Patrick Baumgartner nel bob a quattro maschile; lo stesso Oelsner si è aggiudicato anche il trofeo della combinata maschile.

## Calendario
| Località             | Data                | Donne     | Uomini    | Uomini        |
| Località             | Data                | Bob a due | Bob a due | Bob a quattro |
| -------------------- | ------------------- | --------- | --------- | ------------- |
| Altenberg            | 6-8 dicembre 2018   | ●         | ●●        | ●             |
| Schönau am Königssee | 12-16 dicembre 2018 | ●●        | ●●        | ●●            |
| Winterberg           | 4-6 gennaio 2019    | ●●        | ●         | ●●            |
| Innsbruck            | 10-12 gennaio 2019  | ●●        | ●         | ●●●           |
| Sigulda              | 25-26 gennaio 2019  | ●         | ●●        |               |
| Totale               | Totale              | 8         | 8         | 8             |

|  | Tappa valida anche per il campionato europeo juniores |

## Risultati

### Donne
| Data             | Località             | Specialità | Prime classificate                          | Seconde classificate                        | Terze classificate                       |
| ---------------- | -------------------- | ---------- | ------------------------------------------- | ------------------------------------------- | ---------------------------------------- |
| 7 dicembre 2018  | Altenberg            | A due      | Christine de Bruin Kristen Bujnowski Canada | Laura Nolte Lena Zelichowski Germania       | Christin Senkel Tamara Seer Germania     |
| 15 dicembre 2018 | Schönau am Königssee | A due      | Christin Senkel Tamara Seer Germania        | Christine de Bruin Kristen Bujnowski Canada | Alysia Rissling Bianca Ribi Canada       |
| 16 dicembre 2018 | Schönau am Königssee | A due      | Alysia Rissling Kristen Bujnowski Canada    | Christin Senkel Kathleen Heighl Germania    | Andreea Grecu Teodora Vlad Romania       |
| 5 gennaio 2019   | Winterberg           | A due      | Laura Nolte Deborah Levi Germania           | Andreea Grecu Teodora Vlad Romania          | Breana Walker Jamie Scroop Australia     |
| 6 gennaio 2019   | Winterberg           | A due      | Andreea Grecu Teodora Vlad Romania          | Laura Nolte Lena Zelichowski Germania       | Anne Lobenstein Kathleen Heighl Germania |
| 10 gennaio 2019  | Innsbruck            | A due      | Kim Kalicki Kira Lipperheide Germania       | Laura Nolte Deborah Levi Germania           | Breana Walker Jamie Scroop Australia     |
| 11 gennaio 2019  | Innsbruck            | A due      | Kim Kalicki Kira Lipperheide Germania       | Laura Nolte Lena Zelichowski Germania       | Alena Osipenko Aleksandra Iokst Russia   |
| 25 gennaio 2019  | Sigulda              | A due      | Ljubov' Černych Julija Belomestnych Russia  | Alena Osipenko Aleksandra Iokst Russia      | Margot Boch Carla Senechal Francia       |

### Uomini
| Data             | Località             | Specialità | Primi classificati                                                          | Secondi classificati                                                              | Terzi classificati                                                          |
| ---------------- | -------------------- | ---------- | --------------------------------------------------------------------------- | --------------------------------------------------------------------------------- | --------------------------------------------------------------------------- |
| 6 dicembre 2018  | Altenberg            | A due      | Romain Heinrich Dorian Hauterville Francia                                  | Johannes Lochner Christian Rasp Germania                                          | Jonas Jannusch Christian Jagusch Germania                                   |
| 7 dicembre 2018  | Altenberg            | A due      | Johannes Lochner Christian Rasp Germania                                    | Richard Oelsner Philipp Knötzsch Germania                                         | Mihai Tentea Ciprian Daroczi Romania                                        |
| 8 dicembre 2018  | Altenberg            | A quattro  | Justin Kripps Ryan Sommer Cameron Stones Benjamin Coakwell Canada           | Richard Oelsner Philipp Knötzsch Eric Strauss Costa Laurenz Germania              | Jonas Jannusch Benedikt Hertel Christian Jagusch Bastian Heber Germania     |
| 12 dicembre 2018 | Schönau am Königssee | A due      | Justin Kripps Cameron Stones Canada                                         | Dennis Pihale Lukas Frytz Germania                                                | Mihai Tentea Ciprian Daroczi Romania                                        |
| 13 dicembre 2018 | Schönau am Königssee | A due      | Justin Kripps Benjamin Coakwell Canada                                      | Dennis Pihale Lukas Frytz Germania                                                | Richard Oelsner Issam Ammour Germania                                       |
| 15 dicembre 2018 | Schönau am Königssee | A quattro  | Nicholas Poloniato Ryan Sommer Benjamin Coakwell Cameron Stones Canada      | Jonas Jannusch Christian Jagusch Benedikt Hertel Bastian Heber Germania           | Ivan Linjučev Dmitrij Zachrjapin Pavel Travkin Sergej Sysoev Russia         |
| 16 dicembre 2018 | Schönau am Königssee | A quattro  | Christoph Hafer David Golling Christian Hammers Tobias Schneider Germania   | Justin Kripps Ryan Sommer Benjamin Coakwell Cameron Stones Canada                 | Dennis Pihale Peter Adjayi Niklas Scherer Lukas Frytz Germania              |
| 4 gennaio 2019   | Winterberg           | A due      | Dennis Pihale Lukas Frytz Germania                                          | Richard Oelsner Issam Ammour Germania                                             | Christoph Hafer Christian Hammers Germania                                  |
| 5 gennaio 2019   | Winterberg           | A quattro  | Christoph Hafer Matthias Sommer Christian Hammers Tobias Schneider Germania | Patrick Baumgartner Simone Fontana Alex Verginer Lorenzo Bilotti Italia           | Rostislav Gajtjukevič Dmitrij Zachrjapin Ivan Tarasov Nikolaj Kozlov Russia |
| 6 gennaio 2019   | Winterberg           | A quattro  | Christoph Hafer David Golling Matthias Sommer Tobias Schneider Germania     | Patrick Baumgartner Simone Fontana Alex Verginer Alexi Atchori Essoh Italia       | Richard Oelsner Issam Ammour Paul Hensel Costa Laurenz Germania             |
| 10 gennaio 2019  | Innsbruck            | A due      | Richard Oelsner Issam Ammour Germania                                       | Rostislav Gajtjukevič Evgenij Gura Russia                                         | Simon Friedli Gregory Jones Svizzera                                        |
| 11 gennaio 2019  | Innsbruck            | A quattro  | Jonas Jannusch Benedikt Hertel Christian Ebert Christian Röder Germania     | Rostislav Gajtjukevič Dmitrij Zachrjapin Vladislav Žarovcev Sergej Sysoev Russia  | Bennet Buchmüller Erec Bruckert Nils Dabrunst Bastian Heber Germania        |
| 11 gennaio 2019  | Innsbruck            | A quattro  | Patrick Baumgartner Simone Fontana Alex Verginer Lorenzo Bilotti Italia     | Rostislav Gajtjukevič Dmitrij Zachrjapin Vladislav Žarovcev Sergej Sysoev Russia  | Jonas Jannusch Benedikt Hertel Christian Ebert Christian Röder Germania     |
| 12 gennaio 2019  | Innsbruck            | A quattro  | Patrick Baumgartner Mattia Variola Alex Verginer Lorenzo Bilotti Italia     | Rostislav Gajtjukevič Dmitrij Zachrjapin Vladislav Žarovcev Nikolaj Kozlov Russia | Richard Oelsner Henrik Bosse Eric Strauss Costa Laurenz Germania            |
| 25 gennaio 2019  | Sigulda              | A due      | Christoph Hafer Tobias Schneider Germania                                   | Ralfs Bērziņš Dāvis Spriņģis Lettonia                                             | Michael Kuonen Marco Dörig Svizzera                                         |
| 26 gennaio 2019  | Sigulda              | A due      | Christoph Hafer Christian Hammers Germania                                  | Ralfs Bērziņš Dāvis Spriņģis Lettonia                                             | Mihai Tentea Ciprian Daroczi Romania                                        |

## Classifiche

### Bob a due donne
| Pos. | Nome pilota          | Nazione   | ALT | KÖN-1 | KÖN-2 | WIN-1 | WIN-2 | INN-1 | INN-2 | SIG | Punti |
| ---- | -------------------- | --------- | --- | ----- | ----- | ----- | ----- | ----- | ----- | --- | ----- |
| 1    | Alena Osipenko       | Russia    | 7   | 6     | 7     | 4     | 4     | 4     | 3     | 2   | 756   |
| 2    | Laura Nolte          | Germania  | 2   | 4     | 4     | 1     | 2     | 2     | 2     | -   | 752   |
| 3    | Eveline Rebsamen     | Svizzera  | 6   | 5     | 10    | 6     | 8     | 8     | 4     | -   | 596   |
| 4    | Breana Walker        | Australia | -   | 10    | 9     | 3     | 6     | 3     | 7     | -   | 524   |
| 5    | Juliana Timirzyanova | Russia    | -   | -     | -     | 7     | 5     | 9     | 9     | 4   | 424   |
| 6    | Andreea Grecu        | Romania   | -   | 8     | 3     | 2     | 1     | -     | -     | -   | 412   |
| 7    | Melanie Hasler       | Svizzera  | -   | 17    | 17    | 8     | 7     | 12    | 12    | -   | 380   |
| 8    | Margot Boch          | Francia   | -   | 15    | 14    | -     | -     | 10    | 8     | 3   | 362   |
| 9    | Ying Qing            | Cina      | -   | 6     | 5     | -     | -     | 7     | 5     | -   | 356   |
| 10   | Christin Senkel      | Germania  | 3   | 1     | 2     | -     | -     | -     | -     | -   | 332   |

### Bob a due uomini
| Pos. | Nome pilota           | Nazione       | ALT-1 | ALT-2 | KÖN-1 | KÖN-2 | WIN | INN | SIG-1 | SIG-2 | Punti |
| ---- | --------------------- | ------------- | ----- | ----- | ----- | ----- | --- | --- | ----- | ----- | ----- |
| 1    | Richard Oelsner       | Germania      | 5     | 2     | 5     | 3     | 2   | 1   | 12    | 7     | 774   |
| 2    | Simon Friedli         | Svizzera      | 7     | 5     | 4     | 4     | 6   | 3   | 5     | 4     | 746   |
| 3    | Mihai Tentea          | Romania       | 11    | 3     | 3     | 10    | 9   | 8   | 6     | 3     | 690   |
| 4    | Rostislav Gajtjukevič | Russia        | 14    | 13    | 8     | 9     | 6   | 2   | 4     | 5     | 658   |
| 5    | Jonas Jannusch        | Germania      | 3     | 4     | 7     | 6     | -   | 5   | 7     | DSQ   | 546   |
| 6    | Michael Kuonen        | Svizzera      | 10    | 12    | 24    | 13    | 12  | 10  | 3     | 8     | 536   |
| 7    | Dennis Pihale         | Germania      | 8     | 8     | 2     | 2     | 1   | -   | -     | -     | 500   |
| 8    | Suk Young-jin         | Corea del Sud | 15    | 10    | 12    | 17    | 11  | 7   | -     | -     | 384   |
| 9    | Dāvis Kaufmanis       | Lettonia      | 17    | 16    | 17    | 24    | 17  | 17  | 14    | 12    | 366   |
| 10   | Helvijs Babris        | Lettonia      | 16    | 19    | 20    | 26    | 15  | 21  | 12    | 9     | 360   |

### Bob a quattro uomini
| Pos. | Nome pilota           | Nazione       | ALT | KÖN-1 | KÖN-2 | WIN-1 | WIN-2 | INN-1 | INN-2 | INN-3 | Punti |
| ---- | --------------------- | ------------- | --- | ----- | ----- | ----- | ----- | ----- | ----- | ----- | ----- |
| 1    | Patrick Baumgartner   | Italia        | 5   | 6     | 10    | 2     | 2     | 1     | 5     | 1     | 804   |
| 2    | Jonas Jannusch        | Germania      | 3   | 2     | 7     | 6     | 4     | 2     | 1     | 5     | 802   |
| 3    | Richard Oelsner       | Germania      | 2   | 5     | 5     | 7     | 3     | 4     | 4     | 3     | 774   |
| 4    | Rostislav Gajtjukevič | Russia        | 10  | 7     | 14    | 3     | 8     | 2     | 2     | 2     | 724   |
| 5    | Suk Young-jin         | Corea del Sud | 11  | 9     | 10    | 4     | 7     | 5     | 7     | 10    | 644   |
| 6    | Mihai Tentea          | Romania       | 12  | 13    | 18    | 5     | 9     | 6     | 8     | 7     | 584   |
| 7    | Ivan Linjučev         | Russia        | 8   | 3     | 4     | -     | -     | 8     | 6     | 6     | 534   |
| 8    | Cédric Follador       | Svizzera      | -   | 12    | 15    | 9     | 10    | 14    | 12    | 14    | 440   |
| 9    | Dennis Pihale         | Germania      | 4   | 4     | 3     | DSQ   | 5     | -     | -     | -     | 386   |
| 10   | Dmitrij Popov         | Russia        | 6   | 8     | 16    | 8     | 6     | -     | -     | -     | 384   |

### Combinata uomini
| Pos. | Nome pilota           | Nazione       | Punti |
| ---- | --------------------- | ------------- | ----- |
| 1    | Richard Oelsner       | Germania      | 1548  |
| 2    | Rostislav Gajtjukevič | Russia        | 1382  |
| 3    | Jonas Jannusch        | Germania      | 1348  |
| 4    | Mihai Tentea          | Romania       | 1274  |
| 5    | Patrick Baumgartner   | Italia        | 1040  |
| 6    | Suk Young-jin         | Corea del Sud | 1028  |
| 7    | Simon Friedli         | Svizzera      | 954   |
| 8    | Ivan Linjučev         | Russia        | 892   |
| 9    | Dennis Pihale         | Germania      | 886   |
| 10   | Dmitrij Popov         | Russia        | 732   |